# لارس گرال
لارس گرال (انگلیسی: Lars Grael؛ زادهٔ ۹ فوریهٔ ۱۹۶۴) قایقران قایق بادبانی اهل برزیل است.